# Земская почта Павлоградского уезда
Зе́мская по́чта Павлогра́дского уе́зда — земская почта, организованная земской управой Павлоградского уезда Екатеринославской губернии. Земская почта Павлоградского уезда существовала с 1867 года. В уезде выпускались собственные земские почтовые марки.

## История почты
Павлоградская уездная земская почта была открыта 1 марта 1867 года. Пересылка почтовых отправлений осуществлялась из уездного центра (города Павлограда) в 33 волостных правления по четырём трактам дважды в неделю. Доставка частных почтовых отправлений была платной, и для её оплаты с июня 1868 года были введены земские почтовые марки.

## Выпуски марок
Введённые с июня 1868 года земские почтовые марки были номиналом 5 копеек, имели восьмиугольную форму, на их рисунке был изображён герб Павлоградского уезда. Номинал марок был указан в углах римской цифрой «V».
Земские марки Павлоградского уезда печатались в частной типографии города Харькова.
Выпускавшиеся в 1876—1884 годах марки павлоградской земской почты были круглой формы.

## Гашение марок
Гашение марок осуществлялось чернилами (указанием даты и места приема почтового отправления).